# Kimmo Tarkkio
Kimmo Juhani Tarkkio (ur. 15 stycznia 1966 w Helsinkach) – fiński piłkarz występujący na pozycji napastnika.

## Kariera klubowa
Tarkkio karierę rozpoczynał w sezonie 1982 w drugoligowym zespole JJK Jyväskylä. W debiutanckim sezonie spadł z nim do trzeciej ligi. W 1986 roku przeszedł do pierwszoligowego HJK Helsinki. W sezonach 1987 oraz 1988 zdobył z nim mistrzostwo Finlandii. W 1989 roku przeniósł się do szwedzkiego drugoligowca, Hammarby IF, z którym w sezonie 1989 wywalczył awans do pierwszej ligi.
Pod koniec 1989 roku Tarkkio został graczem singapurskiego klubu Tiong Bahru United. W 1990 roku wrócił jednak do Finlandii, do zespołu HJK Helsinki. W sezonie 1990 zdobył z nim mistrzostwo Finlandii. W sezonie 1991 był zawodnikiem Haki, w której barwach z 23 bramkami na koncie został królem strzelców pierwszej ligi fińskiej. Następnie odszedł do FC Kuusysi, z którym w sezonie 1992 wywalczył wicemistrzostwo Finlandii.
W końcówce 1992 roku Tarkkio przeszedł do portugalskiego GD Chaves, z którym w sezonie 1992/1993 spadł z nim pierwszej ligi do drugiej. Wówczas jednak odszedł z klubu i wrócił do Kuusysi. Po kilku miesiącach ponownie jednak trafił do Portugalii, do drugoligowego FC Felgueiras. Po sezonie 1993/1994 znowu wrócił do Kuusysi.
Grał też w drużynach FinnPa oraz Haka, a w 1996 roku został zawodnikiem singapurskiego Geylang United. W sezonie zdobył z nim mistrzostwo Singapuru oraz Puchar Singapuru. Potem wrócił do Finlandii, gdzie grał w drugoligowym PK-35 i pierwszoligowym VPS, z którym dwukrotnie wywalczył wicemistrzostwo Finlandii (1997, 1998). Występował też w drugoligowym MP Mikkeli, a także chińskim drugoligowcu Guangzhou Apollo, gdzie w 2000 roku zakończył karierę.

## Kariera reprezentacyjna
W reprezentacji Finlandii Tarkkio zadebiutował 21 lutego 1986 w zremisowanym 0:0 towarzyskim meczu z Bahrajnem. 13 stycznia 1989 w przegranym 1:2 towarzyskim pojedynku z Egiptem strzelił swojego pierwszego gola w kadrze. W latach 1986–1992 w drużynie narodowej rozegrał 32 spotkania i zdobył 3 bramki.